# Cladophialophora
Der Gattung (Genus) Cladophialophora wurden bisher über 40 Spezies zugeordnet, sie ist dem Reich der Pilze zugehörig. Die Gattung wurde 1980 von Dante Borelli erstmals beschrieben. Ihr gehören einige medizinisch bedeutsame Arten an, die zum Teil sehr schwerwiegende Erkrankungen auslösen können, zum Beispiel Infektionen des Gehirns. Die Pilze können für Menschen, Tiere und Pflanzen pathogen (krankmachend) sein. Typischerweise kommt es dabei zu einer Farbbildung, weshalb die Erkrankungen dann beispielsweise Chromoblastomykose heißen (Pilzerkrankung mit Färbung) oder auch Phäohyphomykose (dunkle Pilzerkrankung). Sie sind nicht mit den ähnlich lautenden Organismen Cladophora verwandt, bei welchen es sich um Grünalgen handelt.

## Merkmale und Morphologie
Individuen der Gattung haben ein schwärzliches, mikroskopisch an Hefen erinnerndes Aussehen. Sie bilden verzweigte Ketten mit ovalen bis fusiformen (spindelartigen) Konidien (Sporen). Sie wachsen moderat bis langsam und bilden aufgrund von Melaninbildung dunkle Kolonien von unterschiedlicher Farbe (dunkelgrün, dunkelgrau, schwarz) mit samtiger Oberfläche in einer Größenordnung bis etwa 3 cm, mit gut definiertem, dunklen Randsaum. Die Conidiophoren (sporentragende Strukturen) präsentieren sich mikroskopisch lang und verzweigt. Die Conidien selbst können unterschiedlich aussehen, z. B. glatt oder rau und ein- bis mehrzellig sein und bis zu 4 µm Länge erreichen, bei 3 µm Durchmesser.

## Wachstumsansprüche
Die Pilze können aus verschiedenen Untersuchungsmaterialien nachgewiesen werden, so zum Beispiel aus Hautinfektionen und Blutkulturen, jedoch fast nie aus Liquor cerebrospinalis (Hirn-Rückenmarksflüssigkeit), selbst wenn eine Meningits (Hirnhautentzündung) vorliegt. Die Temperaturansprüche entsprechen einer Mesophilie (mittlerem Temperaturanspruch). Das Wachstumsoptimum befindet sich bei etwa 27–30 °C, unter 15 °C und über 37 °C wachsen Kulturen nur in Ausnahmefällen. Cladophialospora gedeiht gut auf Kartoffel-Dextrose-Agar.

## Arten
Bekannte Spezies der Gattung Cladophialophora (Stand Dezember 2023):
- Cladophialophora abundans P.Feng, V.A.Vicente, Najafz., van den Ende, Stielow, Badali, Boeger & de Hoog (2013)
- Chladophialophora ajelloi
- Cladophialophora aquatica
- Cladophialophora arxii Tintelnot (1995)
- Cladophialophora australiensis Crous & A.D.Hocking (2007)
- Cladophialophora bantiana de Hoog, Kwon-Chung & McGinnis (1995)
- Cladophialophora behniae
- Cladophialophora boppii (Borelli) de Hoog, Kwon-Chung & McGinnis (1995)
- Cladophialophora bromeliacearum
- Cladophialophora cabanerensis
- Cladophialophora carrionii (Trejos) de Hoog, Kwon-Chung & McGinnis (1995)
- Cladophialophora chaetospira
- Cladophialophora devriesii
- Cladophialophora emmonsii
- Cladophialophora eucalypti
- Cladophialophora exuberans M.M.F.Nascim., V.A.Vicente & de Hoog (2017)
- Cladophialophora flavoparmeniae sp. nov.
- Cladophialophora floridana
- Cladophialophora heterodermiae sp. nov.
- Cladophialophora holosericea sp. nov.
- Cladophialophora hostae
- Cladophialophora humicula
- Cladophialophora immunda
- Cladophialophora inabaensis
- Cladophialophora lanosa
- Cladophialophora lichenis sp. nov.
- Cladophialophora matsushimae
- Cladophialophora minourae
- Cladophialophora minutissima
- Cladophialophora modesta
- Cladophialophora moniliformis sp. nov.
- Cladophialophora mongoliae sp. nov.
- Cladophialophora multiseptata
- Cladophialophora mycetomatis
- Cladophialophora nyingchiensis
- Cladophialophora olivacea sp. nov.
- Cladophialophora parmeliae
- Cladophialophora potulentorum
- Cladophialophora proteae
- Cladophialophora psammophila
- Cladophialophora pseudocarrionii
- Cladophialophora pucciniophila
- Cladophialophora recurvata
- Cladophialophora samoensis
- Cladophialophora saturnica
- Cladophialophora scillae
- Cladophialophora subtilis
- Cladophialophora sylvestris
- Cladophialophora tengchongensis
- Cladophialophora tortuosa
- Cladophialophora tumbae Kiyuna, K.D.An, R.Kigawa & Sugiy. (2017)
- Cladophialophora tumulicola Kiyuna, K.D.An, R.Kigawa & Sugiy. (2017)
- Cladophialophora yegresii
- Cladophialophora yunnanensis sp. nov.

## Medizinische Bedeutung
Cladophialophora spp. verursachen oft oberflächliche Hauterkrankungen, jedoch sind tieferliegende Infektionen möglich. Die Risikoklassifikation ist unterschiedlich für die unterschiedlichen Arten der Gattung. Gemäß der technischen Regeln für biologische Arbeitsstoffe (TRBA 460) wird C. tropicum in die Risikogruppe 1 (von vier möglichen) eingeordnet (geringstes Risiko), C. arxii und C. carrionii werden der biologischen Schutzstufe 2 zugeordnet und C. bantiana und C. modesta sogar der zweithöchsten Risikogruppe 3 zugerechnet. Das heißt, dass für die Umgangsgenehmigung mit diesem Erreger strenge Auflagen gelten und dies eher spezialisierte Laboren vorbehalten bleibt. Cladophialophora carrionii ist in eher trockenen Regionen ein häufiger Auslöser von Chromoblastomykosen, chronischen Entzündungen des Unterhautgewebes. Diese können schwierig verlaufen, zum Beispiel dann, wenn sie sich superinfizieren. Der Infektion geht in der Regel eine (Bagatell-)Verletzung voraus. Der Erreger ist unter anderem auf Kaktusstacheln nachgewiesen worden. Je länger der Prozess fortdauert, desto schwieriger wird eine vollständige Genesung. Auch C. bantiana kann eine Chromoblastomykose auslösen, gefürchteter ist diese Spezies jedoch für ihren Neurotropismus; in menschlichen Geweben bevorzugt sie Nervengewebe, und kann lebensbedrohliche Infektionen des Gehirns mit Abszessen hervorrufen. Ein Mechanismus der auch für C. modesta schon gezeigt worden ist. Diese Form der schweren Erkrankungen wird in der Regel aber eher Menschen mit Immunsuppression (Immunschwäche) betreffen. Therapien sind abhängig von Ort und Ausmaß der Erkrankung. Einzelne Elemente wie Chirurgie, Chemotherapeutika (Antimykotika = gegen Pilze wirksame Medikamente) und andere Ansätze kommen in Frage, nicht selten wird kombiniert therapiert. Dennoch gestaltet sich die Therapie oft schwierig wenn nicht frühzeitig damit begonnen wird, bei cerebraler Beteiligung sind die Prognosen mäßig bis schlecht.